# Sunfoil Series 2014/15
Die Sunfoil Series 2014/15 war die 86. Saison des vormals als Currie Cup bekannten nationalen First-Class-Cricket-Wettbewerbes in Südafrika und wurde vom 25. September 2014 bis zum 26. März 2015 ausgetragen. Gewinner waren die Lions, die somit ihren ersten First-Class Titel gewannen.

## Format
Die Mannschaften spielten in einer Division gegen jede andere jeweils zwei Spiele. Für einen Sieg erhielt ein Team zunächst 10 Punkte, für ein Unentschieden (beide Mannschaften erzielen die gleiche Anzahl an Runs) 6 Punkte. Sollte kein Ergebnis erreicht werden und das Spiel in einem Remis enden, bekommen beide Mannschaften 0 Punkte, wenn das Spiel abgesagt wird, 5 Punkte. Zusätzlich besteht die Möglichkeit, in den ersten 100 Over des ersten Innings Bonuspunkte zu sammeln. Dabei werden für die ersten 150 Runs ein Punkt und für jeden weiteren Run 0,02 Punkte vergeben, jeweils 1 Bowling Bonus Punkte gibt es für das Erreichen des 3, 5, 7, 9 Wickets. Im Falle einer Reduktion der Spieldauer auf einen Tag werden keine Bonuspunkte vergeben. Des Weiteren ist es möglich, dass Mannschaften Punkte abgezogen bekommen, wenn sie beispielsweise zu langsam spielen oder der Platz nicht ordnungsgemäß hergerichtet ist. Am Ende der Saison ist der Sieger der Division der Gewinner der Meisterschaft.

## Resultate

### Tabelle
Die Tabelle der Saison nahm Ende die nachfolgende Gestalt an.
| Teams          | Sp. | S | N | U | R | Bat   | Bwl | Ded | Punkte |
| -------------- | --- | - | - | - | - | ----- | --- | --- | ------ |
| Highveld Lions | 10  | 7 | 1 | 0 | 2 | 44.64 | 37  | 0   | 151.64 |
| Titans         | 10  | 4 | 4 | 0 | 2 | 40.76 | 31  | 0   | 111.76 |
| Dolphins       | 10  | 4 | 4 | 0 | 2 | 37.76 | 30  | 0   | 107.76 |
| Cape Cobras    | 10  | 2 | 4 | 0 | 4 | 39.88 | 29  | 1   | 87.88  |
| Knights        | 12  | 3 | 4 | 0 | 5 | 28.8  | 27  | 0   | 85.8   |
| Warriors       | 10  | 2 | 5 | 0 | 3 | 23.48 | 28  | 0   | 71.48  |

Sieg: 10 Punkte; Remis: 0 Punkte

### Spiele
| 25. – 27. September Scorecard | Bloemfontein | Knights 140 (39.2) & 327 (107.1) | – | Warriors 137 (42.2) & 202 (55.5) |
|                               |              | Knights gewinnt mit 128 Runs     |   |                                  |

| 25. – 28. September Scorecard | Johannesburg | Highveld Lions 401 (127.1) & 155-5d (40) | – | Titans 197 (69.3) & 169 (50.1) |
|                               |              | Lions gewinnt mit 190 Runs               |   |                                |

| 2. – 5. Oktober Scorecard | Potchefstroom | Knights 267 (85) & 381 (110) | – | Highveld Lions 368 (126.5) & 137 (43.5) |
|                           |               | Knights gewinnt mit 143 Runs |   |                                         |

| 2. – 5. Oktober Scorecard | Benoni | Titans 539-6d (136.5) & 165-5d (28) | – | Warriors 291 (88.4) & 243 (102.4) |
|                           |        | Titans gewinnt mit 170 Runs         |   |                                   |

| 18. – 21. Dezember Scorecard | Pietermaritzburg | Dolphins 353 (111.3) & 277-9d (86.5) | – | Warriors 370 (97) & 145-5 (35.2) |
|                              |                  | Remis                                |   |                                  |

| 18. – 21. Dezember Scorecard | Kapstadt | Highveld Lions 413 (132.2) & 223-9d (77) | – | Cape Cobras 306 (87) & 117 (38.2) |
|                              |          | Lions gewinnt mit 213 Runs               |   |                                   |

| 18. – 21. Dezember Scorecard | Bloemfontein | Titans 366 (97.5) & 367-7d (85.4) | – | Knights 185 (48.2) & 396 (101.5) |
|                              |              | Titans gewinnt mit 152 Runs       |   |                                  |

| 27. – 30. Dezember Scorecard | Durban | Dolphins 508-8d (135)                          | – | Titans 208 (75.5) & 246 (68.5) (f/o) |
|                              |        | Dolphins gewinnt mit einem Innings und 54 Runs |   |                                      |

| 27. – 30. Dezember Scorecard | Paarl | Knights 570-5d (162) | – | Cape Cobras 514 (175.5) |
|                              |       | Remis                |   |                         |

| 8. – 11. Januar Scorecard | Potchefstroom | Cape Cobras 300 (97.5) & 140 (55.5)         | – | Highveld Lions 475 (161.1) |
|                           |               | Lions gewinnt mit einem Innings und 35 Runs |   |                            |

| 8. – 11. Januar Scorecard | East London | Warriors 458-6d (135) & 167-2d (47.4) | – | Dolphins 200 (59.5) & 316 (91) |
|                           |             | Warriors gewinnt mit 109 Runs         |   |                                |

| 15. – 18. Januar Scorecard | Kimberley | Dolphins 452 (157.5) & 171-3d (35) | – | Knights 255 (83.5) & 126 (45) |
|                            |           | Dolphins gewinnt mit 242 Runs      |   |                               |

| 15. – 18. Januar Scorecard | Benoni | Highveld Lions 485-7d (129) | – | Titans 550-5d (169) |
|                            |        | Remis                       |   |                     |

| 15. – 18. Januar Scorecard | Port Elizabeth | Warriors 203 (80.1) & 317 (98) | – | Cape Cobras 199 (68.1) & 305 (78.3) |
|                            |                | Warriors gewinnt mit 16 Runs   |   |                                     |

| 19. – 21. Februar Scorecard | Port Elizabeth | Titans 448 (132.2) & 4 (0.3)  | – | Warriors 148 (43.5) & 300 (73.4) (f/o) |
|                             |                | Titans gewinnt mit 10 Wickets |   |                                        |

| 19. – 22. Februar Scorecard | Kimberley | Cape Cobras 294 (107.2) & 299-7d (85.2) | – | Knights 304 (78.5) & 263-9 (72) |
|                             |           | Remis                                   |   |                                 |

| 19. – 22. Februar Scorecard | Johannesburg | Dolphins 302 (100.4) & 134 (47.2) | – | Highveld Lions 421 (106.1) & 19-0 (4) |
|                             |              | Lions gewinnt mit 10 Wickets      |   |                                       |

| 26. Februar – 1. März Scorecard | Durban | Dolphins 455-5d (148.1) | – | Knights 237 (80.1) & 234-9 (83) (f/o) |
|                                 |        | Remis                   |   |                                       |

| 26. Februar – 1. März Scorecard | Paarl | Cape Cobras 308 (83.4) & 341-7d (87.4) | – | Titans 175 (65) & 304 (93) |
|                                 |       | Cape Cobras gewinnt mit 170 Runs       |   |                            |

| 26. Februar – 1. März Scorecard | East London | Warriors 287 (82.2) & 272 (81.2) | – | Highveld Lions 462-8d (161) & 81-4 (21) |
|                                 |             | Remis                            |   |                                         |

| 5. – 7. März Scorecard | Kapstadt | Cape Cobras 156 (43.5) & 253 (78.1) | – | Dolphins 270 (88) & 142-2 (41.1) |
|                        |          | Dolphins gewinnt mit 8 Wickets      |   |                                  |

| 12. – 15. März Scorecard | Kapstadt | Warriors 288 (96.5) & 256-3 (98.1) | – | Cape Cobras 545 (151.5) |
|                          |          | Remis                              |   |                         |

| 12. – 15. März Scorecard | Bloemfontein | Knights 248 (82.4) & 289 (98.4) | – | Highveld Lions 441 (153.3) & 99-0 (14.3) |
|                          |              | Lions gewinnt mit 10 Wickets    |   |                                          |

| 12. – 15. März Scorecard | Centurion | Titans 267 (84.1) & 261 (74.5) | – | Dolphins 352 (101.5) & 178-7 (60.3) |
|                          |           | Dolphins gewinnt mit 3 Wickets |   |                                     |

| 19. – 22. März Scorecard | Durban | Highveld Lions 395 (114.4) & 355-6d (110.5) | – | Dolphins 280 (67.3) & 292 (68.1) |
|                          |        | Lions gewinnt mit 178 Runs                  |   |                                  |

| 19. – 22. März Scorecard | Benoni | Cape Cobras 484 (143.5) | – | Titans 421-3 (106) |
|                          |        | Remis                   |   |                    |

| 19. – 22. März Scorecard | East London | Knights 223 (86) & 253-7d (76) | – | Warriors 145 (71.3) & 238 (77.3) |
|                          |             | Knights gewinnt mit 93 Runs    |   |                                  |

| 26. – 29. März Scorecard | Pietermaritzburg | Cape Cobras 597 (125.3)                            | – | Dolphins 245 (57.3) & 235 (55.3) (f/o) |
|                          |                  | Cape Cobras gewinnt mit einem Innings und 117 Runs |   |                                        |

| 26. – 29. März Scorecard | Johannesburg | Warriors 200 & 213                          | – | Highveld Lions 464-9d |
|                          |              | Lions gewinnt mit einem Innings und 51 Runs |   |                       |

| 26. – 29. März Scorecard | Centurion | Titans 452-9d (109.1) & 24-2 (5.1) | – | Knights 297 (97.3) & 178 (51.1) (f/o) |
|                          |           | Titans gewinnt mit 8 Wickets       |   |                                       |

## Statistiken

### Runs
Die meisten Runs der Saison wurden von den folgenden Spielern erzielt:
| Spieler              | Mannschaft  | Spiele | Innings | Runs | Average | HS   | 100s | 50s |
| -------------------- | ----------- | ------ | ------- | ---- | ------- | ---- | ---- | --- |
| Stephen Cook         | Lions       | 10     | 17      | 889  | 63,50   | 152  | 5    | 1   |
| Colin Ingram         | Warriors    | 10     | 19      | 852  | 53,25   | 131* | 3    | 4   |
| Roelof van der Merwe | Titans      | 10     | 16      | 774  | 55,28   | 205* | 3    | 3   |
| Petrus van Biljon    | Knights     | 8      | 15      | 749  | 53,30   | 175  | 3    | 2   |
| Omphile Ramela       | Cape Cobras | 10     | 16      | 724  | 48,26   | 202* | 2    | 1   |

### Wickets
Die meisten Wickets der Saison wurden von den folgenden Spielern erzielt:
| Spieler        | Mannschaft  | Balls | Wickets | Average | BBI  | 5W |
| -------------- | ----------- | ----- | ------- | ------- | ---- | -- |
| Dane Paterson  | Cape Cobras | 1.819 | 42      | 22,54   | 5/60 | 2  |
| Hardus Viljoen | Lions       | 1.437 | 39      | 20,43   | 7/32 | 4  |
| Kagiso Rabada  | Lions       | 1.656 | 39      | 21,12   | 9/33 | 2  |
| Andrew Birch   | Warriors    | 1.896 | 37      | 24,70   | 5/43 | 1  |
| Rowan Richards | Titans      | 1.801 | 36      | 27,86   | 5/31 | 3  |
| Keshav Maharaj | Dolphins    | 2.068 | 36      | 29,38   | 6/58 | 1  |